# Velká Kolumbie
Velká Kolumbie je název zaniklého státu na severu jihoamerického kontinentu, který existoval krátké období v první polovině 19. století a oficiálně se jmenoval República de Colombia. Přídavné jméno „Velká“ se k názvu státu přidává, aby se předešlo záměně se současnou Kolumbií.
Velká Kolumbie byla formálně ustanovena „Zákonem o založení republiky Kolumbie“ (španělsky Ley Fundamental de la República de Colombia), který vznikl během kongresu v Angostura (1819). Prakticky ale stát začal existovat až po kongresu v Cúceta (1821), kde byla přijata nová ústava. Téměř po celou dobu existence tohoto státu byl jeho prezidentem Simón Bolívar. Stát vznikal v pohnuté době válek španělských kolonií za nezávislost.
Území Velké Kolumbie se víceméně shodovalo s územním rozsahem španělských koloniálních držav místokrálovství Nová Granada, generálního kapitanátu Venezuela a presidencie Quito tzn. dnešní státy Panama, Kolumbie, Venezuela, Ekvádor a západní část Guyany (Guayana Esequiba), karibské pobřeží Nikaraguy (Pobřeží Moskytů), severovýchod Peru a menší území na jihu Kostariky a severu Brazílie.
Stát se rozpadl na pomezí konce 20. let a začátku 30. let 19. století pro velké politické rozdíly mezi federalistickými a centralistickými stranami, ale také kvůli napětí mezi různými národy, které spoluutvářely republiku.

## Administrativní dělení
25. června 1824 byl přijat „Zákon o územním rozdělení republiky Kolumbie“ (španělsky Ley de División Territorial de la República de Colombia). Ten rozdělil stát na 3 distrikty, které se dále dělily do 12 departementů.
| distrikt                                 | departement (hlavní město)                |
| ---------------------------------------- | ----------------------------------------- |
| Severní distrikt / Distrito del Norte    | Departamento de Apure (Barinas)           |
| Severní distrikt / Distrito del Norte    | Departamento del Orinoco (Ciudad Bolívar) |
| Severní distrikt / Distrito del Norte    | Departamento de Venezuela (Caracas)       |
| Severní distrikt / Distrito del Norte    | Departamento del Zulia (Maracaibo)        |
| Centrální distrikt / Distrito del Centro | Departamento de Boyacá (Tunja)            |
| Centrální distrikt / Distrito del Centro | Departamento del Cauca (Popayán)          |
| Centrální distrikt / Distrito del Centro | Departamento de Cundinamarca (Bogotá)     |
| Centrální distrikt / Distrito del Centro | Departamento del Magdalena (Santa Marta)  |
| Centrální distrikt / Distrito del Centro | Departamento del Istmo (Ciudad de Panamá) |
| Jižní distrikt / Distrito del Sur        | Departamento de Azuay (Cuenca)            |
| Jižní distrikt / Distrito del Sur        | Departamento de Quito (Quito)             |
| Jižní distrikt / Distrito del Sur        | Departamento de Guayaquil (Guayaquil)     |